# G.ho.st
G.ho.st (pronuncia-se ghost: fantasma em inglês ) é a marca da empresa Ghost Inc. e de seu serviço, assim como seu endereço WWW, que simula um Sistema Operacional toalmente via Web. Seu nome é um acrônimo para Global Hosted Operating SysTem, ou  Sistema Operacional Hospedado Globalmente.

## Visão Geral
O serviço G.ho.st fornece, através da Internet, um ambiente de trabalho que simula o clássico desktop provido pelos sistemas operacionais clássicos, de computadores pessoais. Como um serviço baseado na Internet, os usuário são capazes de criar, salvar e retornar para o ambiente de trabalho através de vários computadorees "físicos". G.ho.st chama a si mesmo de Computador Virtual. Em Abril de 2007 o software entrou na fase Alpha de desenvolvimento, e até Outubro de 2008 permanecia assim.
Alguns serviços não são considerados sistemas operacionais, porém são referenciados a um WebOS. Podem incluir um GUI (como um desktop), um sistema de arquivos (virtual), gerenciador de aplicativos e segurança, mas não contém um núcleo que trabalha com o hardware propriamente dito. Por isso, o uso de um sistema operacional é necessário, onde o serviço G.ho.st possa rodar.
A companhia teve um grande olhar da crítica mundial, devido ao fato de israelenses e palestinos estarem trabalhando em um trabalho conjunto.

## Fechamento do Serviço
No dia 15 de Março de 2010, os seviços G.ho.st fecharam seu site https://web.archive.org/web/20091218032931/http://ghost.cc/, e enviaram por e-mail a todos os usuários do serviço:
Dear Ghost User,
We hope you have been enjoying our free Ghost service. Regrettably changes in the marketplace mean that it is no longer economical for us to host the Ghost service and we will be closing down the service on or around March 15. We will instead be focusing on licensing or selling our technology to larger companies.
We advise you to migrate ALL important folders, files and emails to another secure place before March 15. You might like to consider Google Docs or Microsoft SkyDrive for files and services such as Gmail or Yahoo! Mail for email. Some instructions for migrating data are included below.
We are really sorry for any inconvenience this may cause you and are very grateful for the fantastic support we had from our community.
Tradução:
Caro Usuário G.ho.st,
Ghost Caro usuário,
Esperamos que tenha apreciado nossos serviços gratuitos de Ghost. Lamentavelmente, as mudanças no mercado significam que não é mais economicamente viável para nós hospedarmos o serviço Ghost e encerraremos o serviço em 15 de março ou próximo. Mas vamos nos concentrar em licenciar ou vender nossa tecnologia para grandes empresas.
Aconselhamos-o a migrar TODAS as pastas, arquivos e e-mails importantes para outro lugar seguro antes do dia de 15 de março. Você deveria considerar o Google Docs ou Microsoft SkyDrive para arquivos e serviços como o Gmail ou o Yahoo! Mail para o e-mail.
Lamentamos muito por qualquer inconveniente que isso possa causar e somos muito gratos pelo apoio fantástico que nós tivemos em nossa comunidade.

## Ferramentas
- Integração com aplicativos web da terceira geração. (Google Docs, ThinkFree, Meebo, Zoho)
- Programa de E-Mail/calendário/agenda com 3 GB
- 5 GB de espaço livre (através de FTP)
- Links para outros recursos da Internet (My Items)
- Vários widgets (Leitor RSS, relógio, previsão do tempo)
- Suporte a múltiplas llinguagens (inclusive português)